# International Champions Cup 2017
Navigation
Édition précédente Édition suivante
L'International Champions Cup 2017 (ICC) est la cinquième édition du tournoi amical de pré-saison. Il débute à partir de la dernière semaine de juillet 2017.
En juin 2017, l'Inter Milan, le Bayern Munich et le Chelsea FC ont été confirmés pour jouer dans la version singapourienne du tournoi.
En juin 2017, l'AC Milan, l'Inter Milan, le Borussia Dortmund, le Bayern Munich, Arsenal FC et l'Olympique lyonnais sont annoncés comme participantes au tournoi, dans l'édition chinoise.
En juin 2017, les organisateurs du tournoi déclarent que le FC Barcelone, le Real Madrid, Manchester United, Manchester City, Tottenham Hotspur, l'AS Rome, la Juventus FC et le Paris Saint-Germain participeront à l'édition américaine du tournoi.

## Participants

### International Champions Cup Chine
| Arsenal FC         | 5e en Premier League 2016-2017 Quart de finaliste de la Coupe de la Ligue 2016-2017 Vainqueur de la Coupe d'Angleterre 2016-2017 Huitième de finaliste de la Ligue des champions 2016-2017 | UEFA | Premier League |
| Bayern Munich      | Vainqueur de la Bundesliga 2016-2017 Vainqueur de la Supercoupe d'Allemagne 2016 Demi-finaliste de la Coupe d'Allemagne 2016-2017 Quart de finaliste de la Ligue des champions 2016-2017   | UEFA | Bundesliga     |
| Borussia Dortmund  | 3e de la Bundesliga 2016-2017 Finaliste de la Supercoupe d'Allemagne 2016 Vainqueur de la Coupe d'Allemagne 2016-2017 Quart de finaliste de la Ligue des champions 2016-2017               | UEFA | Bundesliga     |
| AC Milan           | 6e de la Serie A TIM 2016-2017 Vainqueur de la Supercoupe d'Italie 2016 Quart de finaliste de la Coupe d'Italie 2016-2017                                                                  | UEFA | Série A TIM    |
| Inter Milan        | 7e de la Serie A TIM 2016-2017 Quart de finaliste de la Coupe d'Italie 2016-2017 Phase de groupes de la Ligue Europa 2016-2017                                                             | UEFA | Série A TIM    |
| Olympique lyonnais | 4e de la Ligue 1 2016-2017 Huitième de finale de la Coupe de la Ligue 2016-2017 Seizième de finale de la Coupe de France 2016-2017 Demi-finaliste de la Ligue Europa 2016-2017             | UEFA | Ligue 1        |

### International Champions Cup Singapour
| Chelsea       | Vainqueur de la Première League 2016-2017 Huitième de Finaliste de la Coupe de la Ligue 2016-2017 Finaliste de la Coupe d'Angleterre 2016-2017                                           | UEFA | Première League |
| Bayern Munich | Vainqueur de la Bundesliga 2016-2017 Vainqueur de la Supercoupe d'Allemagne 2016 Demi-finaliste de la Coupe d'Allemagne 2016-2017 Quart de finaliste de la Ligue des champions 2016-2017 | UEFA | Bundesliga      |
| Inter Milan   | 7e de la Serie A TIM 2016-2017 Quart de finaliste de la Coupe d'Italie 2016-2017 Phase de groupes de la Ligue Europa 2016-2017                                                           | UEFA | Série A TIM     |

### International Champions Cup États-Unis
| Manchester City     | 3e en Premier League 2016-2017 Quatrième tour de la Coupe de la Ligue 2016-2017 Demi-finaliste de la Coupe d'Angleterre 2016-2017 Huitième de finaliste de la Ligue des Champions 2016-2017 | UEFA | Premier League   |
| Manchester United   | 6e en Premier League 2016-2017 Vainqueur du Community Shield 2016 Vainqueur de la Coupe de la Ligue 2016-2017 Huitième de finaliste de la Coupe d'Angleterre 2016-2017 Vainqueur de la Ligue Europa 2016-2017                                                                                           | UEFA | Premier League   |
| Tottenham Hotspur   | 2e en Premier League 2016-2017 Quatrième tour de la Coupe de la Ligue 2016-2017 Demi-finaliste de la Coupe d'Angleterre 2016-2017 Phase de groupes de la Ligue des Champions 2016-2017 Seizième de finaliste de la Ligue Europa 2016-2017                                                               | UEFA | Premier League   |
| Paris Saint-Germain | 2e de la Ligue 1 2016-2017 Vainqueur du Trophée des Champions 2016-2017 Vainqueur de la Coupe de la Ligue 2016-2017 Vainqueur de la Coupe de France 2016-2017 Huitième de finaliste de la Ligue des Champions 2016-2017 Vainqueur de l'International Champions Cup 2016 (édition américaine)            | UEFA | Ligue 1          |
| Juventus FC         | Vainqueur de la Serie A TIM 2016-2017 Vainqueur de la Coupe d'Italie 2016-2017 Finaliste de la Supercoupe d'Italie 2016 Finaliste de la Ligue des Champions 2016-2017 Vainqueur de l'International Champions Cup 2016 (édition australienne)                                                            | UEFA | Serie A TIM      |
| AS Rome             | 2e de la Serie A TIM 2016-2017 Demi-finaliste de la Coupe d'Italie 2016-2017 Phase de groupes de la Ligue des Champions 2016-2017 Huitième de finaliste de la Ligue Europa 2016-2017 | UEFA | Serie A TIM      |
| FC Barcelone        | 2e du Championnat d'Espagne 2016-2017 Vainqueur de la Supercoupe d'Espagne 2016 Vainqueur de la Copa del Rey 2016-2017 Quart de finaliste de Ligue des Champions 2016-2017 | UEFA | LaLiga Santander |
| Real Madrid         | Vainqueur du Championnat d'Espagne 2016-2017 Quart de finaliste de la Copa del Rey 2016-2017 Vainqueur de la Supercoupe de l'UEFA 2016 Vainqueur de la Coupe du Monde des Clubs 2016 Vainqueur de la Ligue des Champions 2016-2017 Vainqueur de l'International Champions Cup 2016 (édition américaine) | UEFA | LaLiga Santander |

## Stades

### International Champions Cup Chine
| International Champions Cup Chine   | International Champions Cup Chine  | International Champions Cup Chine   | International Champions Cup Chine           | \| Guangzhou Shenzhen Shanghai Nankin \| |
| Guangzhou                           | Shenzhen                           | Shanghai                            | Nankin                                      | \| Guangzhou Shenzhen Shanghai Nankin \| |
| Tianhe Stadium                      | Main Stadium of Universiade Center | Shanghai Stadium                    | Stade du Centre sportif olympique de Nankin | \| Guangzhou Shenzhen Shanghai Nankin \| |
|                                     |                                    |                                     |                                             | \| Guangzhou Shenzhen Shanghai Nankin \| |
| 23° 08′ 26,33″ N, 113° 19′ 09,58″ E | 22° 41′ 49,7″ N, 114° 12′ 43,9″ E  | 31° 11′ 00,61″ N, 121° 26′ 14,28″ E | 32° 00′ 38″ N, 118° 43′ 11″ E               | \| Guangzhou Shenzhen Shanghai Nankin \| |
| Guangzhou Shenzhen Shanghai Nankin  |                                    |                                     |                                             |                                          |

### International Champions Cup États-Unis
| International Champions Cup Amérique du Nord                                                                               | International Champions Cup Amérique du Nord | International Champions Cup Amérique du Nord | International Champions Cup Amérique du Nord | International Champions Cup Amérique du Nord | International Champions Cup Amérique du Nord | International Champions Cup Amérique du Nord |
| Détroit | Houston                                      | East Rutherford                              | Orlando                                      | Santa Clara                                  | Harrison                                     | Miami Gardens                                |
| --- | -------------------------------------------- | -------------------------------------------- | -------------------------------------------- | -------------------------------------------- | -------------------------------------------- | -------------------------------------------- |
| Comerica Park | NRG Stadium                                  | MetLife Stadium                              | Camping World Stadium                        | Levi's Stadium                               | Red Bull Arena                               | Hard Rock Stadium                            |
| |                                              |                                              |                                              |                                              |                                              |                                              |
| 42° 20′ 21″ N, 83° 02′ 55″ O                                                                                               | 29° 41′ 05″ N, 95° 24′ 39″ O                 | 40° 48′ 49″ N, 74° 04′ 27,8″ O               | 28° 32′ 21″ N, 81° 24′ 10″ O                 | 37° 24′ 12,2″ N, 121° 58′ 12″ O              | 40° 44′ 12″ N, 74° 09′ 01″ O                 | 25° 57′ 29″ N, 80° 14′ 20″ O                 |
| Landover | Los Angeles                                  | Nashville                                    | Foxborough                                   |                                              |                                              |                                              |
| FedEx Field | Los Angeles Memorial Coliseum                | Nissan Stadium                               | Gillette Stadium                             |                                              |                                              |                                              |
| |                                              |                                              |                                              |                                              |                                              |                                              |
| 38° 54′ 28″ N, 76° 51′ 52″ O                                                                                               | 34° 00′ 51,01″ N, 118° 17′ 16,01″ O          | 36° 09′ 59″ N, 86° 46′ 17″ O                 | 42° 05′ 27″ N, 71° 15′ 52″ O                 |                                              |                                              |                                              |
| \| Détroit Houston East Rutherford Orlando Santa Clara Harrison Miami Gardens Landover Los Angeles Nashville Foxborough \| |                                              |                                              |                                              |                                              |                                              |                                              |
| Détroit Houston East Rutherford Orlando Santa Clara Harrison Miami Gardens Landover Los Angeles Nashville Foxborough       |                                              |                                              |                                              |                                              |                                              |                                              |

### International Champions Cup Singapour
| \| Singapour \| |
| Singapour       |

| Singapour |

## Format
Dans le cadre de cette compétition, il ne peut y avoir de match nul. Ainsi, si à la fin du temps réglementaire, les deux équipes sont à égalité, il n'y a pas de prolongation mais une séance de tirs au but pour désigner le vainqueur du match.
Lors des tournois, les points pour le classement sont attribués de la sorte :
- victoire avant la fin du temps réglementaire : 3 pts
- victoire aux tirs au but : 2 pts
- défaite aux tirs au but : 1 pt
- défaite avant la fin du temps réglementaire : 0 pt.

Le 1er de chaque classement gagne un trophée.
En cas d'égalité de points entre deux équipes, la différence particulière, la différence de buts générale et le nombre de buts marqués sont les critères de départage.

## Matchs

### International Champions Cup Chine

#### Classement
| Rang | Équipe             | Pts | J | G | Gt | Pt | P | Bp | Bc | Diff |
| ---- | ------------------ | --- | - | - | -- | -- | - | -- | -- | ---- |
| 1    | Borussia Dortmund  | 3   | 1 | 1 | 0  | 0  | 0 | 3  | 1  | +2   |
| 2    | Inter Milan        | 3   | 1 | 1 | 0  | 0  | 0 | 1  | 0  | +1   |
| 3    | AC Milan           | 3   | 2 | 1 | 0  | 0  | 1 | 5  | 3  | +2   |
| 4    | Arsenal FC         | 2   | 1 | 1 | 0  | 0  | 0 | 1  | 1  | 0    |
| 4    | Bayern Munich      | 1   | 2 | 0 | 0  | 1  | 1 | 1  | 5  | -4   |
| 4    | Olympique lyonnais | 0   | 1 | 0 | 0  | 0  | 1 | 0  | 1  | -1   |

### International Champions Cup États-Unis

#### Classement
| Rang | Équipe              | Pts | J | G | Gt | Pt | P | Bp | Bc | Diff |
| ---- | ------------------- | --- | - | - | -- | -- | - | -- | -- | ---- |
| 1    | FC Barcelone        | 9   | 3 | 3 | 0  | 0  | 0 | 6  | 3  | +3   |
| 2    | Manchester City     | 6   | 3 | 2 | 0  | 0  | 1 | 7  | 3  | +4   |
| 3    | AS Rome             | 5   | 3 | 1 | 0  | 2  | 0 | 5  | 4  | +1   |
| 4    | Manchester United   | 5   | 3 | 1 | 1  | 0  | 1 | 3  | 2  | +1   |
| 5    | Juventus FC         | 5   | 3 | 1 | 1  | 0  | 1 | 5  | 5  | 0    |
| 6    | Tottenham Hotspur   | 3   | 3 | 1 | 0  | 0  | 2 | 6  | 8  | -2   |
| 7    | Paris Saint-Germain | 2   | 3 | 0 | 1  | 0  | 2 | 5  | 8  | -3   |
| 8    | Real Madrid         | 1   | 3 | 0 | 0  | 1  | 2 | 4  | 8  | -4   |

- Le FC Barcelone remporte l'édition américaine.

### International Champions Cup Singapour

#### Classement
| Rang | Équipe        | Pts | J | G | Gt | Pt | P | Bp | Bc | Diff |
| ---- | ------------- | --- | - | - | -- | -- | - | -- | -- | ---- |
| 1    | Inter Milan   | 9   | 2 | 2 | 0  | 0  | 0 | 4  | 1  | +3   |
| 2    | Bayern Munich | 3   | 2 | 1 | 0  | 0  | 1 | 3  | 4  | -1   |
| 3    | Chelsea       | 0   | 2 | 0 | 0  | 0  | 2 | 3  | 5  | -2   |

- L'Inter Milan remporte l'édition singapourienne.

## Classements annexes

### Classement des buteurs
| Rang | Buteur                    | Club                | Buts |
| ---- | ------------------------- | ------------------- | ---- |
| 1    | Neymar                    | FC Barcelone        | 3    |
| 2    | Pierre-Emerick Aubameyang | Borussia Dortmund   | 2    |
| 2    | Patrick Cutrone           | AC Milan            | 2    |
| 2    | Thomas Müller             | Bayern Munich       | 2    |
| 2    | Javier Pastore            | Paris Saint-Germain | 2    |
| 2    | Claudio Marchisio         | Juventus FC         | 2    |
| 2    | Éder                      | Inter Milan         | 2    |
| 2    | Stevan Jovetić            | Inter Milan         | 2    |
| 2    | John Stones               | Manchester City     | 2    |
| 2    | Raheem Sterling           | Manchester City     | 2    |
| 2    | Brahim Díaz               | Manchester City     | 2    |
| 12   | Nuri Şahin                | Borussia Dortmund   | 1    |
| 12   | Carlos Bacca              | AC Milan            | 1    |
| 12   | Robert Lewandowski        | Bayern Munich       | 1    |
| 12   | Alex Iwobi                | Arsenal FC          | 1    |
| 12   | Marquinhos                | Paris Saint-Germain | 1    |
| 12   | Umar Sadiq                | AS Rome             | 1    |
| 12   | Romelu Lukaku             | Manchester United   | 1    |
| 12   | Marcus Rashford           | Manchester United   | 1    |
| 12   | Franck Kessié             | AC Milan            | 1    |
| 12   | Hakan Çalhanoğlu          | AC Milan            | 1    |
| 12   | Giorgio Chiellini         | Juventus FC         | 1    |
| 12   | Edinson Cavani            | Paris Saint-Germain | 1    |
| 12   | Christian Eriksen         | Tottenham Hotspur   | 1    |
| 12   | Eric Dier                 | Tottenham Hotspur   | 1    |
| 12   | Toby Alderweireld         | Tottenham Hotspur   | 1    |
| 12   | Harry Kane                | Tottenham Hotspur   | 1    |
| 12   | Jesse Lingard             | Manchester United   | 1    |
| 12   | Casemiro                  | Real Madrid         | 1    |
| 12   | Diego Perotti             | AS Rome             | 1    |
| 12   | Cengiz Ünder              | AS Rome             | 1    |
| 12   | Harry Winks               | Tottenham Hotspur   | 1    |
| 12   | Vincent Janssen           | Tottenham Hotspur   | 1    |
| 12   | Marco Tumminello          | AS Rome             | 1    |
| 12   | Rafinha                   | Bayern Munich       | 1    |
| 12   | Alonso                    | Chelsea             | 1    |
| 12   | Batshuayi                 | Chelsea             | 1    |
| 12   | Gonzalo Higuain           | Juventus FC         | 1    |
| 12   | Gonçalo Guedes            | Paris Saint-Germain | 1    |
| 12   | Nicolas Otamendi          | Manchester City     | 1    |
| 12   | Óscar                     | Real Madrid         | 1    |
| 12   | Ivan Perišić              | Inter Milan         | 1    |
| 12   | Lionel Messi              | FC Barcelone        | 1    |
| 12   | Ivan Rakitić              | FC Barcelone        | 1    |
| 12   | Mateo Kovačić             | Real Madrid         | 1    |
| 12   | Marco Asensio             | Real Madrid         | 1    |
| 12   | Gerard Piqué              | FC Barcelone        | 1    |